# XLVII Puchar Gordona Bennetta (balonowy)
47 Puchar Gordona Bennetta – zawody balonów wolnych o Puchar Gordona Bennetta zorganizowane w Arc-et-Senans we Francji. Start nastąpił 14 września 2003 roku.

## Uczestnicy
Wyniki zawodów.
| Zajęte miejsce | Balon                  | Załoga Pilot Pomocnik pilota                      | Kraj              | Czas lotu [h]   | Odległość [km]  | Miejsce lądowania       |
| -------------- | ---------------------- | ------------------------------------------------- | ----------------- | --------------- | --------------- | ----------------------- |
| 1.             | F-PPSE Le Petit Prince | Vincent Leys Jean-Francois Leys                   | Francja           | 53:42           | 1596,50         | Tinhosa (POR)           |
| 2.             | N96YD Anti Gravity     | Richard Abruzzo Gary Johnson                      | Stany Zjednoczone | 41:08           | 1519,90         | Torroal (POR)           |
| 3.             | OO-BCX Belgica 2       | Phillipe de Cock Ronny van Havere                 | Belgia            | 41:51           | 1422,70         | El Palomar (ESP)        |
| 4.             | D-OOWE Columbus V      | Wilhelm Eimers Bernd Landsmann                    | Niemcy            | 30:42           | 1050,30         | Robles de Laciana (ESP) |
| 5.             | D-OCOL Isenbeck        | Silvia Wagner Josef Scherzer                      | Austria           | 17:10           | 928,10          | Salazar de Amaya (ESP)  |
| 6.             | D-OBYN                 | Bob Berben Benoît Siméons                         | Belgia            | 10:41           | 572,20          | Hourtin (FRA)           |
| 7.             | D-OWNT Warsteiner      | Mark Sullivan David Levin                         | Stany Zjednoczone | 10:41           | 559,00          | St. Helene (FRA)        |
| 8.             | D-ORZL Nicaero Nautilo | Gerald Stürzlinger Johann Fürstner                | Austria           | 14:33           | 528,60          | Rochefort (FRA)         |
| 9.             | HB-BJS Motor Colombus  | Janet Folkes Colin Butter                         | Wielka Brytania   | 10:13           | 518,40          | Guiard (FRA)            |
| 10.            | HB-QHJ Spelterini      | Kurt Frieden Stefan Zeberli                       | Szwajcaria        | 15:10           | 517,50          | Varzay (FRA)            |
| 11.            | D-OWBA Warsteiner      | Klaus Schmöhl Bernd Göhrmann                      | Niemcy            | 11,25           | 510,00          | La Rochelle (FRA)       |
| 12.            | F-GIRE L'inconnu       | Thierry Villey-Desmeserets Phillipe Buron-Pilatre | Francja           | 09:04           | 498,80          | La Pierre Percee (FRA)  |
| 13.            | N6395V Casey Lynn      | Louis Vitanza Albert Padelt                       | Stany Zjednoczone | 08:44           | 491,00          | Fontenelle (FRA)        |
| 14.            | D-OBCW Münsterland     | Heinz Brachtendorf Karl-Heinz Hutmacher           | Niemcy            | 11:33           | 487,00          | La Tacherie (FRA)       |
| 15.            | D-OWML Münsterland     | Hans Akerstedt Jan Balkedal                       | Szwecja           | 14:05           | 483,10          | Cognac (FRA)            |
| -              | D-OCFT                 | Max Krebs Walter Vollenweider                     | Szwajcaria        | nie wystartował | nie wystartował | nie wystartował         |
| -              | HB-QHP Ajoie           | Christian Stoll Werner Najer                      | Szwajcaria        | nie wystartował | nie wystartował | nie wystartował         |